# تروما (ژورنال)
تروما (به انگلیسی: Trauma)یک ژورنال پزشکی است که به صورت فصلی منتشر می‌شود و تحقیقات در زمینه طب اورژانس را پوشش می‌دهد. سردبیران اصلی ایان گریوز (بیمارستان دانشگاه جیمز کوک) و کیت ام پورتر (بیمارستان سلی اواک) هستند. این نشریه در سال ۱۹۹۹ تأسیس شده و در حال حاضر توسط انتشارات سیج با همکاری تروما کی‌ر (TraumaCare) منتشر می‌شود.